# 4月9日の悲劇
4月9日の悲劇（しがつここのかのひげき、グルジア語: 9 აპრილის ტრაგედია、英語: April 9 tragedy）は、1989年4月9日にグルジア・ソビエト社会主義共和国（グルジアSSR）のトビリシで発生した虐殺事件。ソビエト連邦からの独立を求める反ソ連のデモ参加者がソビエト軍によって鎮圧され、21人の死者と数百人の負傷者が出た。トビリシ虐殺あるいはトビリシの悲劇とも呼ばれる。4月9日は現在、『国民団結の日』として毎年の国家休日に制定されている。

## 背景
1988年、グルジアSSRでは反ソビエト運動が活発化し、トビリシの反ソビエト政治組織によって、いくつものストライキやデモ活動が実施された。1989年3月18日、数千人のアブハズ人が集会を行い、スターリン時代の1931年にアブハジアSSRがグルジアSSRの従属下に編入させられた命令を覆し、完全な共和国としての地位を回復することを要求した（リフニ会議）。この出来事の後、ソビエト連邦政府とジョージア民族主義者との対立は深化した。反ソビエトのグループは、ソビエト連邦政府がジョージア独立派に対抗するためにアブハジア分離主義勢力を利用していると主張し、ジョージア全土で無認可の集会を立て続けに開催した。
1989年4月4日、数万人のジョージアの人民がトビリシのルスタヴェリ大通りにある政府庁舎前に集結し、抗議運動はピークに達した。独立委員会（メラブ・コスタヴァ、ズヴィアド・ガムサフルディア、ギオルギ・チャントゥリア、イラクリ・バティアシヴィリ、イラクリ・ツェレテリ、など）が率いた抗議者たちは、平和的なデモ活動とハンガー・ストライキを組織し、アブハジア分離主義者に対する処罰とジョージアの独立回復を求めた。
地元のソビエト連邦当局は首都トビリシの状況を制御できなくなり、デモ活動を封じ込めることができなくなった。グルジア共産党第一書記のジュンベル・パティアシュヴィリはソビエト連邦指導部に対して、治安回復のための軍隊派遣と夜間外出禁止令の発令を要請した。

## デモ活動
1989年4月8日の夜、ザカフカーズ軍管区司令官のイーゴリ・ロジオノフ上級大将は部隊に動員を命じた。ソビエト連邦軍が攻撃を開始する数分前、ジョージア総主教イリア2世はデモ参加者に向けて演説を行い、ルスタヴェリ大通りと政府庁舎の近くにソビエト連邦軍の戦車が出現し同日内の危険性が高まったことから、大通りから離れるよう呼び掛けた。この総主教に呼び掛けに関わらず、デモ参加者は解散を拒否した。地元のジョージア民兵警察部隊は、ソビエト連邦軍が作戦を開始する直前で武装解除を命じられた。
4月9日の午前3時45分、ソビエト連邦軍の装甲兵員輸送車とイーゴリ・ロジオノフ司令官の部隊がデモ活動地域を包囲した。ロジオノフ将軍はその後のインタビューで、ジョージアの武装集団が非武装の兵士を石・金属の鎖・棒で攻撃したと述べている。ロジオノフ司令官はソビエト連邦軍に対して、いかなる手段を行使してでもデモ参加者を解散させ、通りを一掃するよう命令した。
ソビエト連邦軍の分遣隊は、特殊警棒やEツール（特殊任務部隊スペツナズが好んで使用した軍用シャベル）で武装し、ルスタヴェリ大通りを移動するデモ参加者に向かって前進した。前進の途中、兵士たちはシャベルでデモ参加者を攻撃し、市民に重軽傷者が発生した。
この攻撃の犠牲者の一人は、前進する兵士から逃げようとした16歳の少女であった。彼女は政府庁舎の階段の近くで追い詰められ、頭や胸を殴打され死亡した。彼女の体は母親によって引きずり出されたものの、母親も攻撃を受けて負傷した。この暴力的な攻撃は、大通りの反対側にあるビルのバルコニーから撮影・記録されていた。このビデオは、後にソビエト連邦の政治家アナトリー・サプチャークが設置した「1989年4月9日事件に関する議会調査委員会」で証拠として使用された。後の報告書によると、ソビエト連邦の兵士集団は群衆を分散させるのではなく、個々の参加者を追い掛けて攻撃して回ったと報告された。またデモ参加者に対してはCNガスとCSガスが使用され、嘔吐・呼吸障害・神経系の突然麻痺といった症状が報告された。
非武装の警察官はパニックに陥ったデモ参加者の一団を避難させようとしたが失敗に終わった。野党ジャーナリストが隠密に撮影したビデオには、医師や救急隊員が負傷者を救助することを兵士が許可せず、進軍する兵士が救急車でさえも襲撃する様子が映っていた。ビデオには若い男性が棒で戦車を叩く様子も映っており、この映像はジョージアの反ソビエト運動の象徴となった。

## 犠牲者

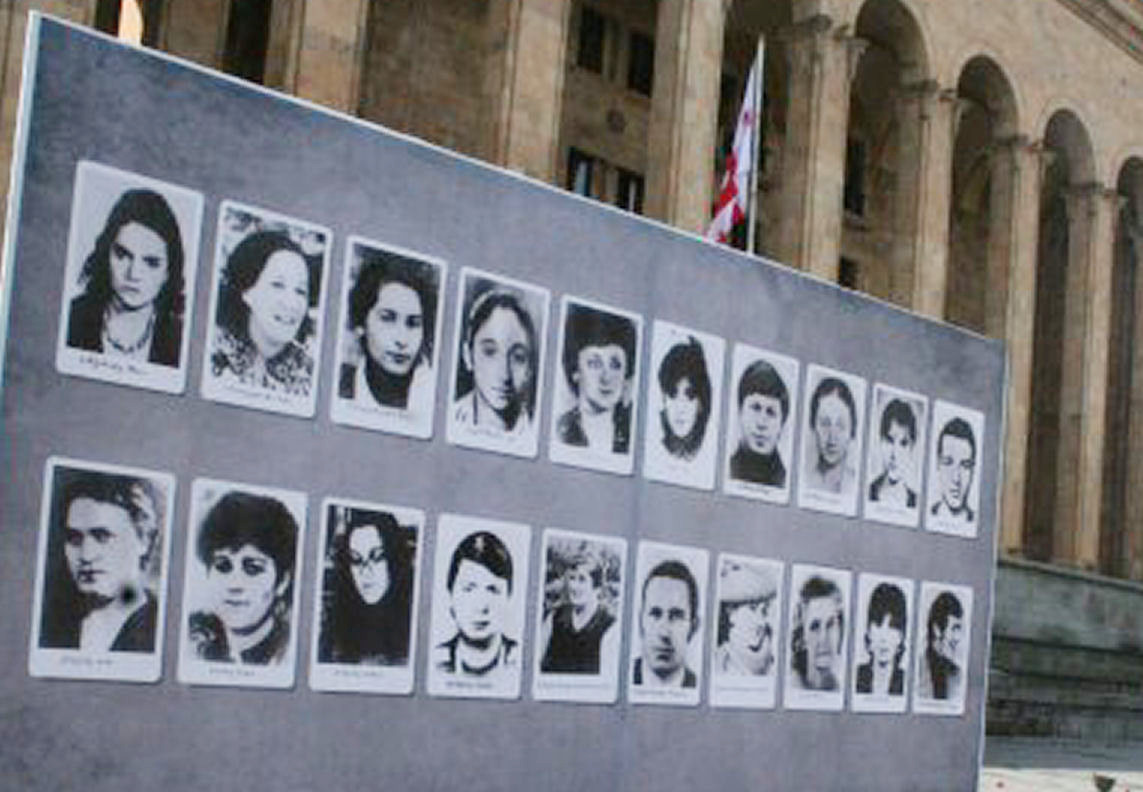
4月9日の悲劇の犠牲者たちの写真

この事件では現場で16人が死亡し、4月11日にさらに2人が、4月13日にも1人が死亡した。19人の犠牲者のうち17人が女性であった。犠牲者に行われた検死では、頭蓋骨との脳に致命的な傷を負った1例を除き、死亡した全ての人の直接的な死因は、身体の圧迫か化学物質の吸入か、その両方によって引き起こされた窒息であると報告された。その後4月17日にも女性1人が死亡。さらに現場でガス中毒者の救助に当たっていた看護婦1人も5月12日に死亡した。
4月11日、ジョージアのテレビ番組は、ソビエト連邦軍の兵士による残虐行為の疑いを示す、酷い状態で死亡した遺体の画像を放映した。死亡した彼女たちは、顔面の負傷と頭部への打撃により、顔を識別することが困難であった。ソビエト連邦政府は、20人の死についてデモ参加者のせいであると主張し、パニックに陥ったデモ参加者が前進するソビエト連邦軍から退却する際に互いを踏みつけたためであると述べた。ソビエト連邦政府の主張にも一部は真実味があり、ソビエト連邦軍は狭い通路を除く全ての出口を封鎖していたことから、当時のデモ参加者は当該地域から脱出することが困難な状況にあった。そのため群衆に押し潰され、閉じ込められたデモ参加者による必死の防御的暴力が誘発された可能性もある。

## 調査報告
ソビエト連邦の公式報告書によると、軍は棒とナイフで攻撃を受けたと述べており、デモ参加者によって衝突が引き起こされたと非難した。タス通信によると、兵士は武器を使用しないようにという命令に従ったものの、暴徒が金属片・レンガ・棒で攻撃してきたと述べている。タス通信はこの事件について、デモ参加者が民族間の争いを掻き立て、グルジアSSR政府の転覆を狙っていると解説した。ソビエト連邦共産党のミハイル・ゴルバチョフ書記長は「無責任な人たちによる行動」によって人命が失われたと非難した。そしてゴルバチョフ書記長は、この騒乱はグルジアSSR政府を転覆させ、ジョージアの民族間の緊張を掻き乱すことが狙いであると述べた。ソビエト連邦外務省の報道官は、この衝突を「頑固な国粋主義者、過激派、政治的な冒険主義分子が民主化を悪用し、私たちの新しい開放政策と私たちの社会そのものを壊そうとして発生したものである」と述べた。
ソビエト連邦人民代議員大会では、議員アナトリー・サプチャークが「1989年4月9日事件に関する議会調査委員会」を立ち上げた。委員会は十分な調査と確認を行った後、死因は踏みつけによるものであるという政府の主張を認めたが、デモ参加者に対して使用された化学物質も要因の一つであると報告し、デモ参加者に化学物質を浴びせて死者を出した軍を非難した。委員会の報告により、ソビエト連邦では市民のデモ活動に対して軍事力を行使することが困難になった。サプチャークの報告書では、デモ参加者に対して行使された暴力の詳細な説明が示され、4月9日の事件の責任者である軍関係者を全面起訴することを勧告した。

## 反応
ソビエト連邦政府は4月10日、デモ参加者が社会不安を引き起こし、人民の安全に危険を及ぼしたとして、デモ参加者を非難する声明を発表した。同日、トビリシをはじめとするジョージア全土はソビエト連邦の弾圧に抗議してストライキを開始し、40日間の喪に服すことが宣言された。人々は事件現場に大量の花を手向けた。非常事態宣言が発令されたが、デモ活動は継続された。
グルジアSSR政府首脳部はこの事件の責任を取って辞任。ソビエト連邦政府は、最初に攻撃を始めたのはデモ参加者であり、現場の兵士たちがデモ参加者を撃退しなければならなかったと主張した。第1回ソビエト連邦人民代議員大会（1989年5月–6月）でミハイル・ゴルバチョフは全ての責任を否定し、軍に全責任を転嫁した。その後、自由主義的なメディアによる暴露報道と、「親ペレストロイカ」の立場にあったアナトリー・サプチャーク副議長が1989年12月の第2回大会で議会調査委員会の結果を報告したことにより、事件に関与したソビエト連邦の強硬派とソビエト連邦軍の指導部は混乱に陥った。

## 事件後の未来

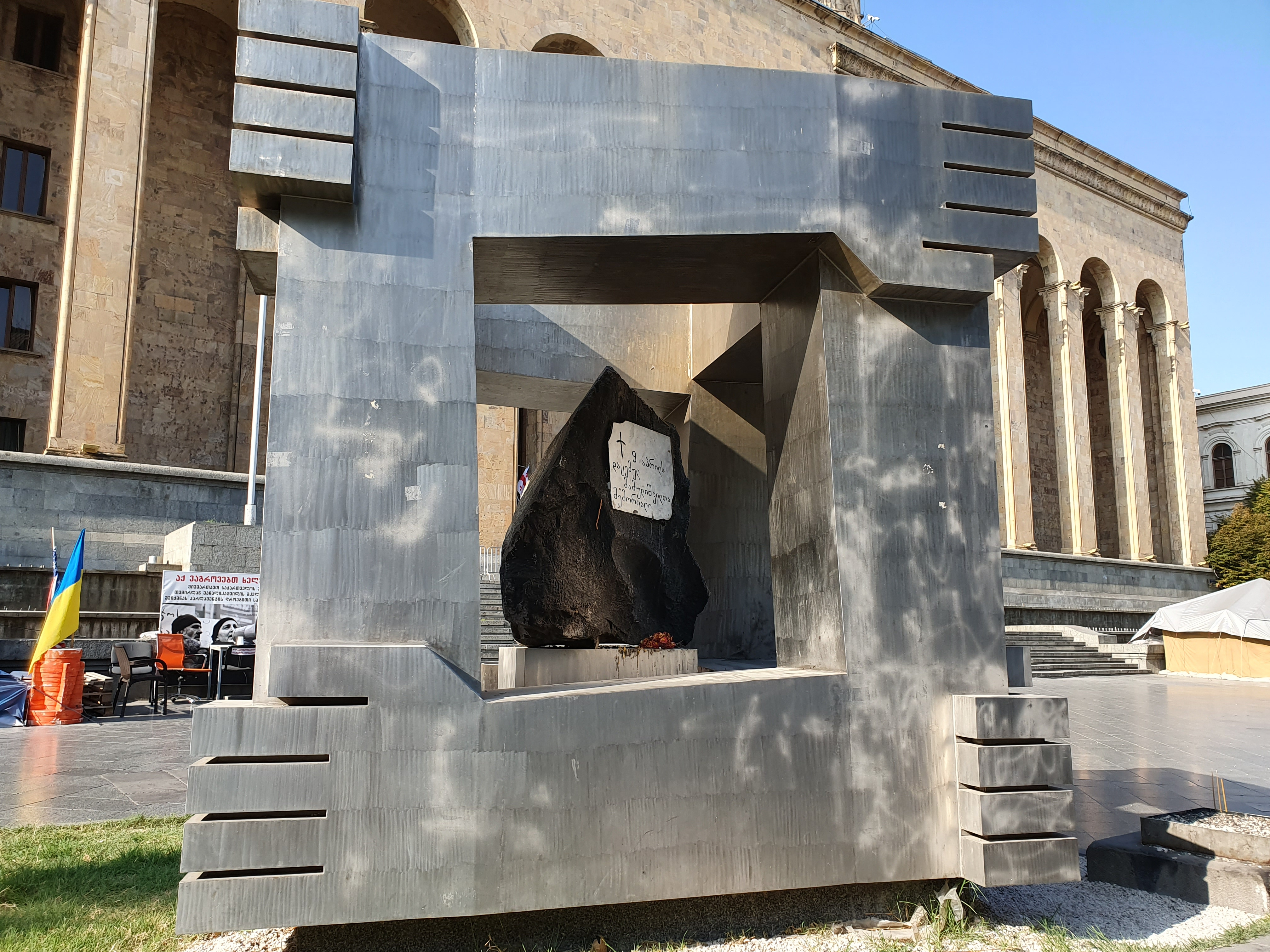
ジョージア国会議事堂の屋外に建てられた記念碑

4月9日の悲劇は、ソビエト連邦の権力に対する反対運動を過激化させた。事件から数か月後の1989年11月17日–18日に開催されたグルジアSSR最高会議の会期では、ソビエト・ロシアによる1921年のグルジア民主共和国併合が公式に非難された。
4月9日の事件はまた、いわゆる「トビリシ症候群」を引き起こした。この症候群は軍の将校や兵士に発生し、より高い権威者に明確な責任がある証跡が確保されなくば、戦術的な決定を下したり、あまつさえ命令に従うことすら忌避することを特徴とするものであった。これはソビエト連邦の指導部がトビリシで大通りを一掃せよという命じたことに責任を取ろうとしないこと、そして事件の調査報告書とエドゥアルド・シェワルナゼ外務大臣が軍全般を批判したことから生じたものであった。「トビリシ症候群」はリトアニアSSR・ヴィリニュスでの血の日曜日事件やアゼルバイジャンSSR・バクーでの黒い一月事件の後も広がり続け、1991年8月の暴動の際には兵士たちがデモ活動の阻止を拒否する一因にもなった。
1991年3月31日、ソビエト連邦からの独立の是非を問う住民投票が行われ、ジョージアの人々は圧倒的な賛成票を投じた。投票率は90.5パーセントで、約99パーセントが独立を支持した。トビリシの悲劇から2年後の1991年4月9日、グルジア共和国最高会議はジョージアの主権と、ソビエト連邦からの独立を宣言した。
2004年11月23日、ルスタヴェリ大通りの弾圧が行われた場所に、悲劇の犠牲者を追悼する記念碑が建立された。